# Conditions météorologiques de vol aux instruments
Pour les articles homonymes, voir IMC.

Instruments de vol typiques :
En haut : Indicateur de vitesse de l’air, Horizon artificiel, Altimètre
En bas : Coordinateur de virage, Gyrocompas, Variomètre

En aviation, les conditions météorologiques de vol aux instruments (IMC) sont une catégorie de vol qui décrit les conditions météorologiques qui obligent les pilotes à voler principalement en se référant aux instruments, et donc selon les règles de vol aux instruments (IFR), plutôt que par des références visuelles extérieures selon les règles de vol à vue (VFR). En règle générale, cela signifie voler par temps nuageux ou mauvais. Les pilotes s'entraînent parfois à voler dans ces conditions à l'aide de produits tels que des lunettes de protection, qui sont des lunettes spécialisées qui restreignent la vision extérieure, obligeant l'élève à se fier uniquement aux indications des instruments.
Les conditions météorologiques de vol aux instruments, par définition de l'OACI, signifient que les conditions météorologiques de vol à vue (VMC – visual meteorological conditions, valeurs minimales de visibilité et de distance aux nuages) ne sont pas réunies.

## Distinction des conditions météorologiques visuelles
Les conditions météorologiques requises pour le vol en VFR sont appelées conditions météorologiques de vol à vue (VMC). IMC et VMC s'excluent mutuellement. En fait, les conditions météorologiques de vol aux instruments sont définies comme étant inférieures aux minimums spécifiés pour les conditions météorologiques de vol à vue. Les critères de frontière entre VMC et IMC sont connus sous le nom de minima VMC. Il existe également un concept de « VMC marginal », qui sont certaines conditions au-dessus des minima VMC, qui sont assez proches d'un ou plusieurs des minima VMC.
L'OACI recommande les minimums VMC à l'échelle internationale ; ils sont définis et appliqués par des réglementations nationales, qui diffèrent rarement de manière significative de l'OACI. La variation typique concerne les unités de mesure, car différentes autorités de réglementation utilisent différentes unités de mesure dans l'aviation.
Les minimums VMC ont tendance à être plus stricts dans l'espace aérien contrôlé, où il y a un trafic aérien accru, donc une plus grande visibilité et une plus grande clairance des nuages sont souhaitables. Le degré de séparation fourni par le contrôle de la circulation aérienne est également un facteur. Par exemple, dans l'espace aérien strictement contrôlé des classes A et B, où tous les aéronefs sont pourvus d'une séparation positive, les minimums VMC ne comportent que des limites de visibilité, tandis que dans l'espace aérien des classes C-G, où certains ou tous les aéronefs ne sont pas séparés les uns des autres par contrôle de la circulation aérienne, les minima VMC comportent également des critères de séparation des nuages.

### Visibilité et séparation des nuages
Avec une bonne visibilité, les pilotes peuvent déterminer l' assiette de l'avion en utilisant des repères visuels de l'extérieur de l'avion, plus particulièrement l'horizon . Sans ces repères visuels externes, les pilotes peuvent être sujets à des illusions sensorielles et doivent utiliser une référence alternative pour l'attitude, qui est généralement fournie par des instruments à commande gyroscopique tels que l'horizon artificiel. La disponibilité d'un bon repère d'horizon est contrôlée par la visibilité météorologique, c'est pourquoi les limites de visibilité minimale figurent dans les minima VMC.
Étant donné que le principe de base d'évitement du trafic pour voler selon les règles de vol à vue (VFR) est de « voir et d'éviter », il s'ensuit que la distance par rapport aux nuages est un facteur important dans les minima VMC : comme les aéronefs volant dans les nuages ne peuvent pas être vus, une zone tampon des nuages établis par les exigences d'espacement minimales donne le temps de réagir à un aéronef invisible/inconnu quittant les nuages, en particulier lorsque le contrôle de la circulation aérienne peut ne pas appliquer l'espacement des aéronefs.

### Utilisation des instruments de vol sous VMC
IMC ne doit pas être confondu avec IFR (Règles de vol aux instruments), IMC décrit les conditions météorologiques réelles, tandis que IFR décrit les règles selon lesquelles l'avion vole. Les aéronefs peuvent (et le font souvent) voler en IFR par temps clair, pour des raisons opérationnelles ou lorsqu'ils volent dans un espace aérien où le vol en VFR n'est pas autorisé ; par exemple, aux États-Unis, le vol en VFR dans les espaces aériens de classe A est interdit sauf en cas d'urgence. En effet, la très grande majorité des vols commerciaux sont opérés uniquement en IFR.
Il est possible de voler en VFR dans des conditions qui sont légalement considérées comme VMC, tout en étant obligé de se fier aux instruments de vol pour le contrôle d'attitude car il n'y a pas d'horizon externe distinct ; par exemple, la nuit au-dessus de l'eau, ce qui peut créer un effet dit de trou noir si le ciel et le sol sont également sombres, ou lorsque les lumières sur l'eau ne peuvent pas être distinguées des étoiles dans le ciel.

## Entrée par inadvertance dans des conditions IMC
Si les conditions météorologiques se détériorent pendant le vol ou que l'avion vole dans les nuages, un vol qui a commencé en VFR peut se transformer en un vol en IMC. Ceci est connu sous le nom de VFR dans IMC ou Inadvertent Entry Into Instrument Meteorological Conditions (IIMC). IIMC est une situation dangereuse qui a donné lieu à de nombreux accidents, car les pilotes peuvent faire l'objet de désorientation spatiale sans repères visuels, conduisant à une perte de contrôle ou un impact sans perte de contrôle. Les statistiques de la FAA indiquent que la désorientation spatiale est un facteur dans environ 15 % des accidents d'aviation générale; parmi ceux-ci, environ 90 % sont mortels. D'autres statistiques indiquent que 4 % des accidents d'aviation générale étaient attribuables aux conditions météorologiques; de ces accidents météorologiques, 50 % sont dus à des accidents VFR-IMC, et 72 % des accidents VFR-IMC ont été mortels.